# Houghton Automobile Company
Houghton Automobile Company war ein US-amerikanischer Hersteller von Automobilen.

## Unternehmensgeschichte
Das Unternehmen wurde 1900 in West Newton in Massachusetts gegründet. George S. Houghton war Präsident, H. R. Houghton Schatzmeister und William C. Houghton der Konstrukteur. Sie begannen mit der Produktion von Automobilen. Der Markenname lautete Houghton. 1901 endete die Produktion. Insgesamt wurden nur wenige Fahrzeuge verkauft.

## Fahrzeuge
Im Angebot standen ausschließlich Dampfwagen. Sie hatten einen Dampfmotor mit zwei Zylindern, wie so viele der Konkurrenten.
Mit Stanhope und Surrey standen zwei verschiedene Aufbauten zur Wahl. Für den Stanhope sind Preise ab 750 US-Dollar bzw. zwischen 800 und 850 Dollar überliefert. Der Surrey kostete je nach Quelle etwa 850 oder 1100 Dollar.